# Guilherme de Faria
Guilherme de Faria (* 6. Oktober 1907 in Guimarães, Portugal; † 4. Januar 1929 am Boca do Inferno, bei Cascais, Portugal) war ein portugiesischer Lyriker.

## Leben und Wirken
Guilherme de Faria wurde als Sohn eines Arztes in Guimaraes geboren. 1919 zog die Familie nach Lissabon. Seit seiner Kindheit schrieb er und veröffentlichte im jugendlichen Alter von 14 Jahren seinen ersten Gedichtband, dem noch einige andere sowie Publikationen in diversen Anthologien folgen sollten. 
Er stand in Briefkontakt mit vielen wichtigen Gestalten des Geisteslebens von Portugal, so mit Mario Saa und Antonio Pedro. Der belesene junge Mann hinterließ eine riesige Bibliothek mit mehr als 900 Büchern. Auf den von ihm überlieferten Photographien sieht er dem Dichter Fernando Pessoa sehr ähnlich. 
Sein Werk steht der Neoromantik bzw. dem Neogarrettismo und dem Integralismus nahe und ist durch Ruhe und Trauer sowie eine unbestimmte, süßliche Melancholie gezeichnet.
Am 4. Januar 1929 beging er im Alter von 21 Jahren am Boca do Inferno, einer Felsformation an der Küste von Cascais, Suizid. 2007 wurde ihm zum Gedenken ein Literaturpreis, der Prémio Guilherme de Faria, ausgeschrieben.

## Werk
- Poemas, 1922, Lyrik.
- Mais Poemas (Mehr Gedichte), 1922, Lyrik.
- Sombra (Schatten), 1924, Lyrik.
- Saudade Minha (Meine Sehnsucht), 1926, Lyrik.
- Destino (Ziel), 1927, Lyrik.
- Manha de Novoleira, 1927, Lyrik.
- Desencanto, 1929, (posthum), Lyrik.